# Nikos Zachariadis
Nikolaos Zachariadis (Νίκος Ζαχαριάδης) (27 de abril de 1903, Edirne, Imperio otomano - 1 de agosto de 1973, Surgut, Unión Soviética) fue el Secretario General de Partido Comunista de Grecia entre 1931 y 1956.

## Primeros años
Nikos Zachariadis nació en Edirne, Valiato de Adrianópolis, Imperio otomano, en 1903, en una familia de etnia griega. Su padre, Panagiotis Zachariadis, era de origen pequeño burgués y trabajaba en la compañía Regie, una empresa francesa que poseía el monopolio del tabaco en Turquía. En 1919, Nikos Zachariadis se trasladó a Constantinopla, donde desarrolló distintas actividades. Durante esa etapa llevó a cabo sus primeras tareas organizadas en el movimiento obrero. Después de la derrota de Grecia en la guerra greco-turca y el intercambio de población entre los dos países, la familia Zachariadis fue reubicada en Grecia y cayó en la pobreza. Entre 1922 y 1923 viajó a la Unión Soviética, donde se unió al Komsomol. Estudió en varias instituciones políticas y militares del gobierno soviético y de la Internacional Comunista, incluida la Escuela Internacional Lenin.

## Actividad política en Grecia
En 1923 fue enviado de regreso a Grecia para organizar la Liga de Jóvenes Comunistas de Grecia. Encarcelado, posteriormente huyó a la Unión Soviética. En 1931, fue enviado nuevamente a Grecia y ese mismo año fue elegido Secretario General del Partido Comunista griego (KKE).  En 1935, durante el 7° Congreso de la Internacional Comunista, fue elegido miembro de su Comité Ejecutivo. En los años hasta 1936, Zachariadis fue un líder exitoso del KKE, triplicando el número de sus miembros, ganando escaños en el Parlamento griego e incluso adquiriendo el control de algunos sindicatos.
En 1936 fue arrestado por la Seguridad del Estado del régimen de Ioannis Metaxás y encarcelado. Desde la prisión, impulsó la unión de todos los griegos con el objeto de resistir la invasión italiana de octubre de 1940 y constituir un frente antifascista. El KKE conserva una carta abierta, escrita por Zachariadis, en la que expresaba “Debemos dar todas nuestras fuerzas, sin reserva alguna, a esta guerra dirigida por el gobierno de Metaxás", señalando que “el premio para el pueblo trabajador y la culminación de esta lucha actual debe ser y será una nueva Grecia del trabajo, de la libertad, liberada de cada dependencia extranjera imperialista y explotación, con una cultura realmente popular”.
En 1941, luego de la invasión alemana de Grecia, Nikos Zachariadis fue trasladado al campo de concentración de Dachau, donde permaneció hasta el fin de la guerra y fue liberado en mayo de 1945. Al regresar a Grecia, volvió a asumir el liderazgo del KKE.

## Guerra civil
Zachariadis, junto Markos Vafiadis, líder del Ejército Popular de Liberación Nacional, (ELAS) durante la ocupación fascista, fue una figura relevante en la formación y operaciones del Ejército Democrático Griego (DSE), conducido por el KKE durante la guerra civil griega. Tras el colapso del esfuerzo militar en 1949, Zachariadis y otros líderes del DSE se retiraron a Taskent, la capital de Uzbekistán. Continuó recibiendo apoyo como Secretario General de la rama "exterior" del KKE hasta la muerte de Iósif Stalin.

## Posguerra
Tras la muerte de Stalin en 1953, Zachariadis se enfrentó con el nuevo liderazgo soviético, ya que se opuso a la orientación establecida por Nikita Khrushchev. En 1955 el Partido Comunista de la Unión Soviética intervino para expulsar a Zachariadis del cargo de Secretario General y en 1956 fue expulsado del KKE.
Nikos Zachariadis transcurrió el resto de su vida en el exilio, en distintos puntos de la URSS, entre ellos la ciudad de Surgut, que según sugirió Sifis Zachariadis, hijo de Nikos Zachariadis, tenía al momento del exilio de su padre, una población de alrededor de 2000 personas, en su mayoría pescadores. 

En 1973, según los registros de la KGB, se quitó la vida. Sus restos retornaron a Grecia en 1991, luego de la disolución de la Unión Soviética.